# Acampe pachyglossa
Acampe pachyglossa Rchb.f., 1881 è una orchidea della sottofamiglia Epidendroideae (tribù Vandeae sottotribù Aeridinae).

## Descrizione
È una specie epifita o occasionalmente litofita, con fusti legnosi rampicanti a crescita monopodiale, dotata di radici aeree e foglie coriacee opposte.

Possiede una infiorescenza racemosa, situata in corrispondenze dell'ascella foliare, formata da piccoli fiori molto profumati, con petali e sepali di colore dal giallo crema al verde chiaro, con striature trasversali rosso-brunastre; il labello è sacciforme, di colore bianco, con maculature rosse alla base, dotato di un corto sperone; il gimnostemio è corto e contiene due pollinii cerosi.

## Distribuzione e habitat
A. pachyglossa è diffusa nell'Africa tropicale (Zaire, Angola, Malawi, Kenya, Tanzania, Mozambico, Zambia, Zimbabwe, Swaziland e Sudafrica), in Madagascar e nelle isole Comore e Seychelles.
Cresce in una varietà di habitat, dalle aree aride alle foreste costiere, dalle mangrovie alle foreste fluviali, dal livello del mare sino a 1000 m di altitudine. Predilige gli alberi di Tamarindus indica.